# مجموعة ماندلبرو

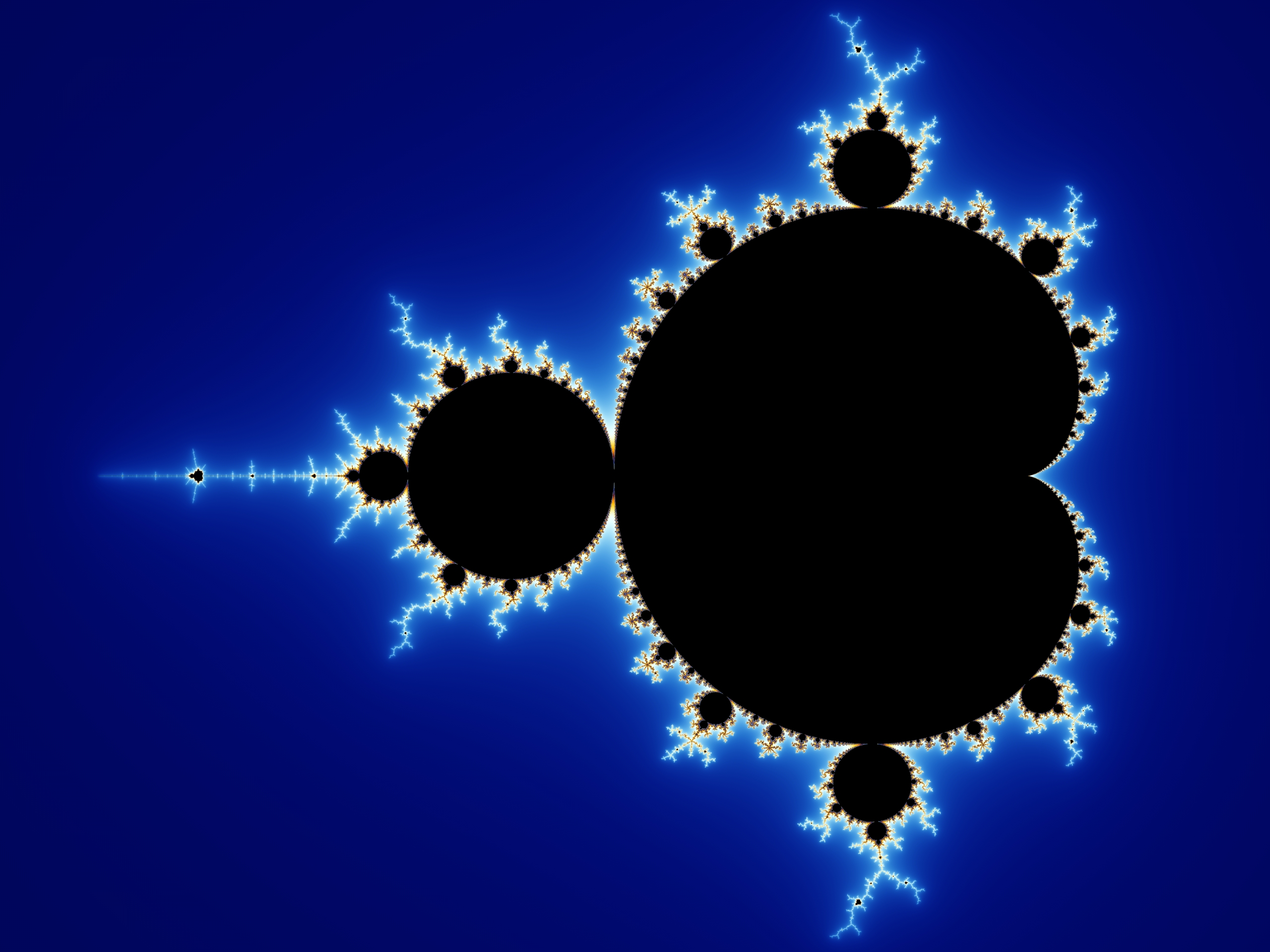
صورة أصلية لمجموعة ماندلبرو على درجات من التكبير مع بيئة محيطة ملونة بشكل مستمر كلما كبرنا.

رسم متحرك لمجموعة ماندليبرو يرتكز على عدد إحصائي من التكرار لكل بكسل

مجموعة ماندلبرو (بالإنجليزية: Mandelbrot set)‏ هي شكل كسيري مشهور بشكل واسع حتى خارج مجال الرياضيات لتداخلها مع ما يدعى الفن الكسيري حيث تقدم صورا فنية تتميز بالجمال والتجريدية. ما يميز مجموعة ماندلبرو هو البنية المعقدة التي تقدمها رغم بساطة تعريفها. ترتبط مجموعة ماندلبرو ارتباطا وثيقا  بمجموعات جوليا (اللائي يحتوين على أشكال شبيهة من حيث التعقد). سميت هذه المجموعة بهذا الإسم  نسبة إلى بونوا ماندلبرو الذي درسها وأشهرها .

## التاريخ

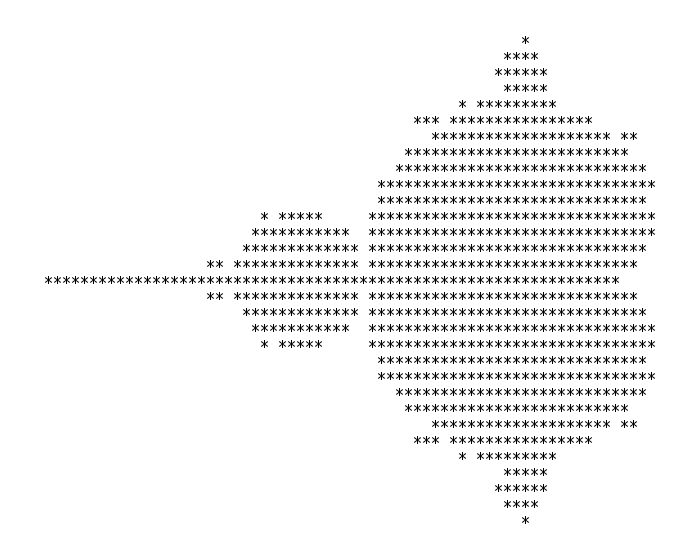
أول رسم لمجموعة ماندلبرو, من طرف روبرت وولف بروكس وبيتر ماتلسكي في عام 1978

لمجموعة ماندلبرو مكانها في الديناميكا العقدية, وهو مجال بُحث فيه لأول مرة من طرف عالمي الرياضيات الفرنسيين بيير فاتو وغاستون جوليا في بداية القرن العشرين. أول صورة لهاته الكسيرية رُسمت من طرف روبرت وولف بروكس وبيتر ماتلسكي، وكان ذلك في عام 1978, كجزء من دراسة للزمر الكلاينية. في أول يوم من مارس عام 1980، رأى ماندلبرو رسما للمجموعة لأول مرة, وكان ذلك في مختبر ينتمى إلى آي بي إم يقع في نيويورك في الولايات المتحدة.
درس ماندلبرو فضاء البارمترات لمتعددات الحدود التربيعية في مقالة ظهرت عام 1980.
لكن الدراسة الرياضية الحقيقية لمجموعة ماندلبرو بدأت مع عمل كل من أدريان دوادي وجون ه. هوبارد John H. Hubbard
اللذان قاما بتأسيس وإيضاح العديد من خواص {\displaystyle M}، وأسمياها مجموعة ماندلبرو تكريما لماندلبرو.

## التعريف الرسمي
تُعرف مجموعة ماندلبرو بواسطة مجموعة متعددات الحدود التربيعية العقدية
{\displaystyle P_{c}:\mathbb {C} \to \mathbb {C} }
حيث
{\displaystyle P_{c}:z\mapsto z^{2}+c,}
و c وسيط عقدي. بالنسبة لقيمة معينة للوسيط c، يُنظر إلى تصرف المتتالية التالية
{\displaystyle (0,P_{c}(0),P_{c}(P_{c}(0)),P_{c}(P_{c}(P_{c}(0))),\ldots )}
التي يُحصل عليها عندما تُحسب {\displaystyle P_{c}(z)} بشكل متكرر ابتداء من النقطة الحرجة {\displaystyle z=0}. لهاته المتتالية إمكانيتان أولاهما التباعد إلى ما لا نهاية له, ثانيتهما البقاء داخل قرص مركزه هو مركز المعلم وشعاعه هو عدد معين.

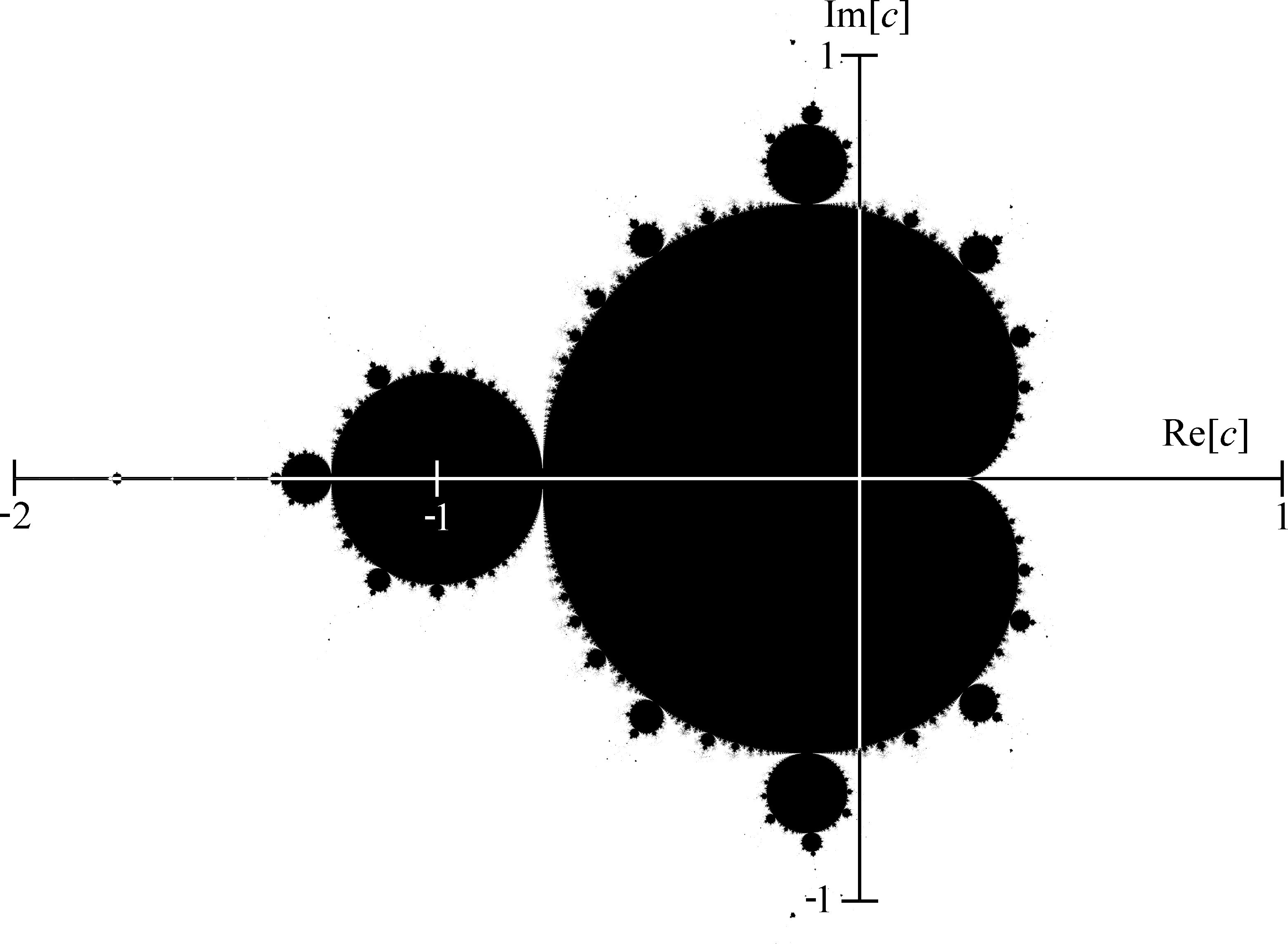
وصف عالم رياضيات لمجموعة ماندلبرو M. نقطة ما c تُلون باللون الأسود إذا كانت تنتمي إلى المجموعة, وبالأبيض إذا لم تنتمِ إليها. [Re[c و[Im[c يشيران إلى الجزئين الحقيقي والتخيلي للعدد c على التوالي.

{\displaystyle M=\left\{c\in \mathbb {C} :\exists s\in \mathbb {R} ,\forall n\in \mathbb {N} ,|P_{c}^{n}(0)|\leq s\right\}.}

## الخصائص الابتدائية
مجموعة ماندلبرو هي مجموعة مضغوطة, محتوية داخل القرص ذي الشعاع المساوي لاثنين والمتمركز في أصل المَعلم. هكذا، نقطة ما {\displaystyle c} تنتمي إلى مجوعة ماندلبرو إذا وفقط إذا توفر ما يلي:
{\displaystyle |P_{c}^{n}(0)|\leq 2} مهما كان {\displaystyle n\geq 0}.
وبتعبير آخر، إذا وُجدت قيمة ما ل n حيث القيمة المطلقة ل {\displaystyle P_{c}^{n}(0)} تكون أكبر من اثنين، فإن المتتالية تؤول إلى ما لا نهاية له.
تقاطع M مع محور الأعداد الحقيقية هو بالتحديد المجال [-2, 0.25].
انظر إلى متتالية لوجستية.
تُقدر مساحة مجموعة ماندلبرو ب 1.50659177 ± 0.00000008.